# Francisco Velázquez (Cuéllar)
Francisco Velázquez (Cuéllar, Castilla, hacia 1475 - México, hacia 1534), conquistador español.
Llegó a la isla de La Española en 1493, en el segundo viaje de Colón. Participó en la fundación de la ciudad de La Isabela y figura como vecino de la ciudad de Santo Domingo en 1509.
Tuvo discrepancias con el gobernador Nicolás de Ovando, que le desterró de la isla por tres años, quitándole todos los indios que tenía en encomienda. Por Real Cédula fechada en Valladolid, a 14 de noviembre de 1509, el rey ordenó al almirante Diego Colón que le devolviese los indios, le desagraviase y le permitiese retornar a la isla.
En 1514 estaba de nuevo como vecino de Santo Domingo, casado con una mujer de Castilla. En el repartimiento de ese año recibió más encomiendas. Viajó a Cuba en 1519 y participó en la conquista de México en 1520, a donde fue en la expedición de Pánfilo de Narváez. Participó, con Nuño de Guzmán, en la expedición de Nueva Galicia de 1533, donde se cree que falleció.